# Cordyline banksii
Cordyline banksii är en sparrisväxtart som beskrevs av Joseph Dalton Hooker. Cordyline banksii ingår i släktet Cordyline, och familjen sparrisväxter. Inga underarter finns listade i Catalogue of Life.

## Bildgalleri

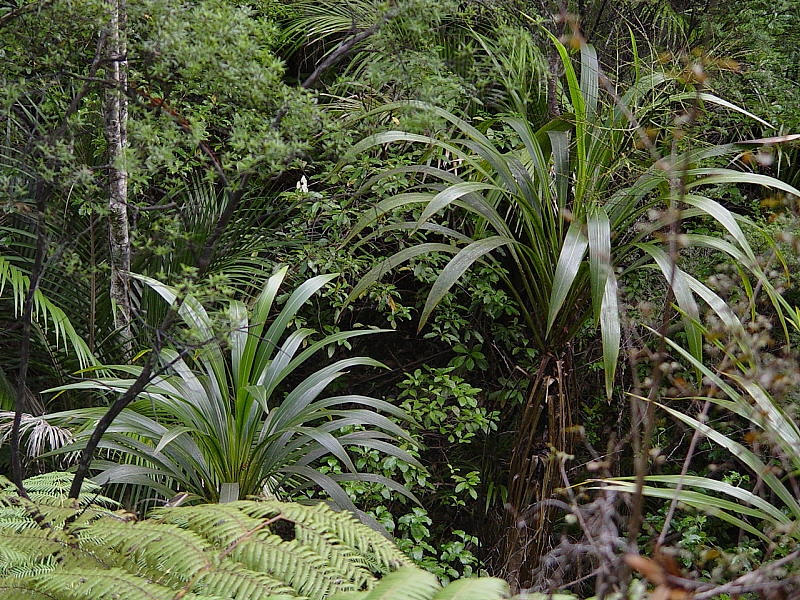